# Jeantaud

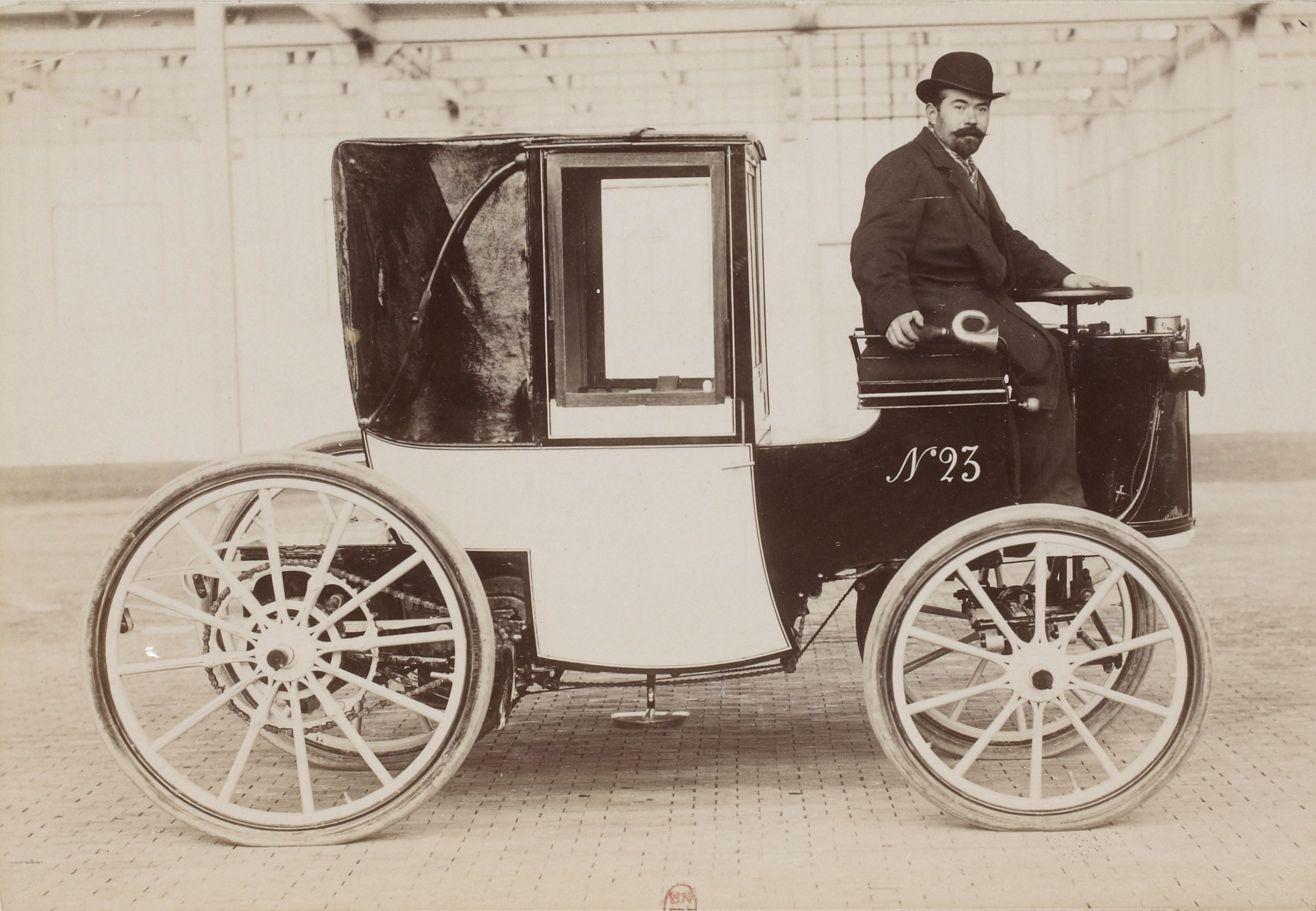
Jeantaud Milord (1898)

Jeantaud foi uma empresa francesa fabricante de automóveis em atividade de 1893 a 1907. Foi fundada por Charles Jeantaud, e fabricava veículos elétricos. Entre os veículos que produzia encontra-se o automóvel que bateu o recorde de velocidade em terra ao atingir 63,15 km/h, conduzido por Gaston de Chasseloup-Laubat), bem como coupés e hansoms; nestes, o condutor estava sentado no topo, na parte de trás. Alguns automóveis tinham um raro desenho com tração dianteira. De 1902 a 1904, a Jeantaud oferecia uma variedade de carros movidos a combustível semelhante aos Panhards de 1898.